# Ureta (genre)
Pour les articles homonymes, voir Ureta.
Genre
Ureta est un genre d'araignées aranéomorphes de la famille des Salticidae.

## Distribution
Les espèces de ce genre se rencontrent au Kenya et en Afrique du Sud.

## Liste des espèces
Selon World Spider Catalog (version 20.0, 01/04/2019) :
- Ureta ghigii (Caporiacco, 1949)
- Ureta quadrispinosa (Lawrence, 1938)

## Publication originale
- Wesołowska & Haddad, 2013 : New data on the jumping spiders of South Africa (Araneae: Salticidae). African Invertebrates, vol. 54, p. 177-240.